# Galattosio 1-deidrogenasi (NADP+)
La galattosio 1-deidrogenasi (NADP+) è un enzima appartenente alla classe delle ossidoreduttasi, che catalizza la seguente reazione:
D-galattosio + NADP+ ⇄ D-galattonolactone + NADPH + H+
L'enzima agisce anche su L-arabinosio, 6-deossi- e 2-deossi-D-galattosio.